# ألفية 2 ق.م
تظهر في الألفية الثانية قبل الميلاد علامات الانتقال من العصر البرونزي الأوسط إلى العصر البرونزي المتأخر.
ويهيمن على النصف الأول من المملكة الوسطى في مصر وبابل. تطور الأبجدية. الهجرة بين الهند وإيران على الهضبة الإيرانية، وعلى شبه القارة الهندية بدء انتشار استعمال العجلة الحربية. عربة الحرب والتحركات السكانية تؤدي إلى تغييرات عنيفة في مركز الألفية، ونظام جديد يخرج مع هيمنة اليونانية في بحر إيجه وصعود الامبراطورية الحثية. في نهاية الألفية يرى الانتقال إلى العصر الحديدي. عدد سكان العالم يبدأ في الارتفاع بشكل مطرد، حيث بلغ نحو 50 مليون نحو عام 1000 قبل الميلاد.

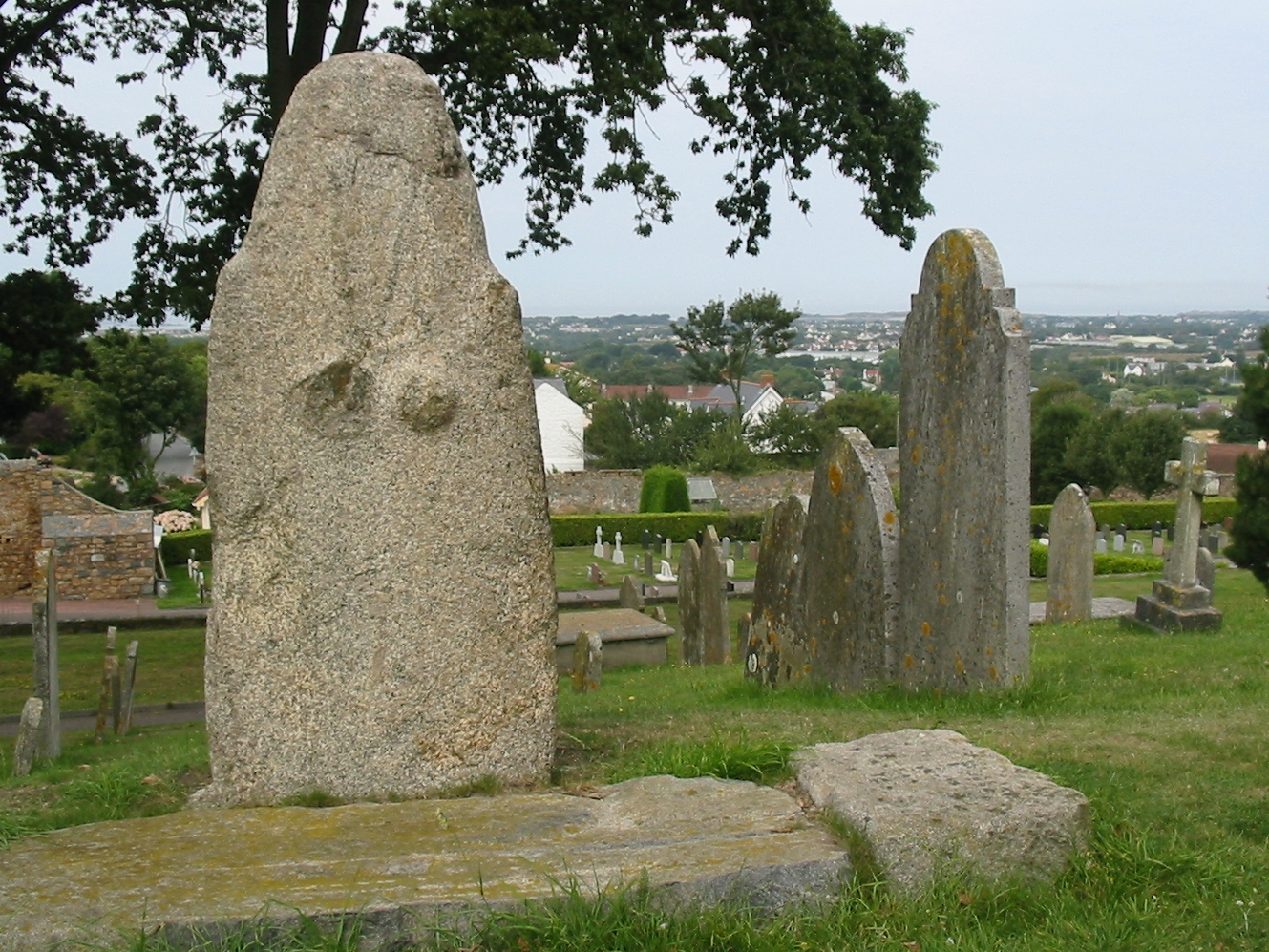
امرأة منحوتة من الصخر

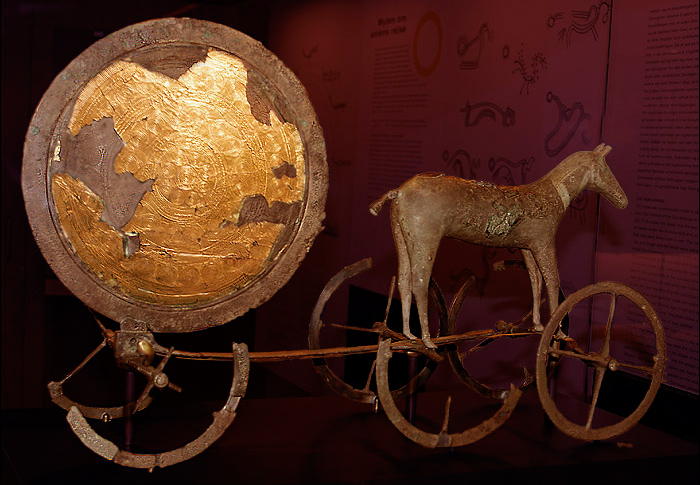

## أحداث
- سلالة بابل الثانية.
- 2000 قبل الميلاد عصر الدولة الوسطى في مصر القديمة(2052-1570 قبل الميلاد).
- 2000 قبل الميلاد في النوبة بداية مملكة الكرمة (2500-1520 قبل الميلاد).
- 2000 قبل الميلاد بداية مستوطنات تيشيت في غانا القديمة.
- 2000 قبل الميلاد، ظاهرة السيما-توربينو تنشأ في جبال ألتاي مما يؤدي إلى الهجرة السريعة والهائلة غرباً عبر منطقة الأورال في شمال شرق أوروبا وشرقاً إلى الصين وجنوب شرق آسيا.[1]

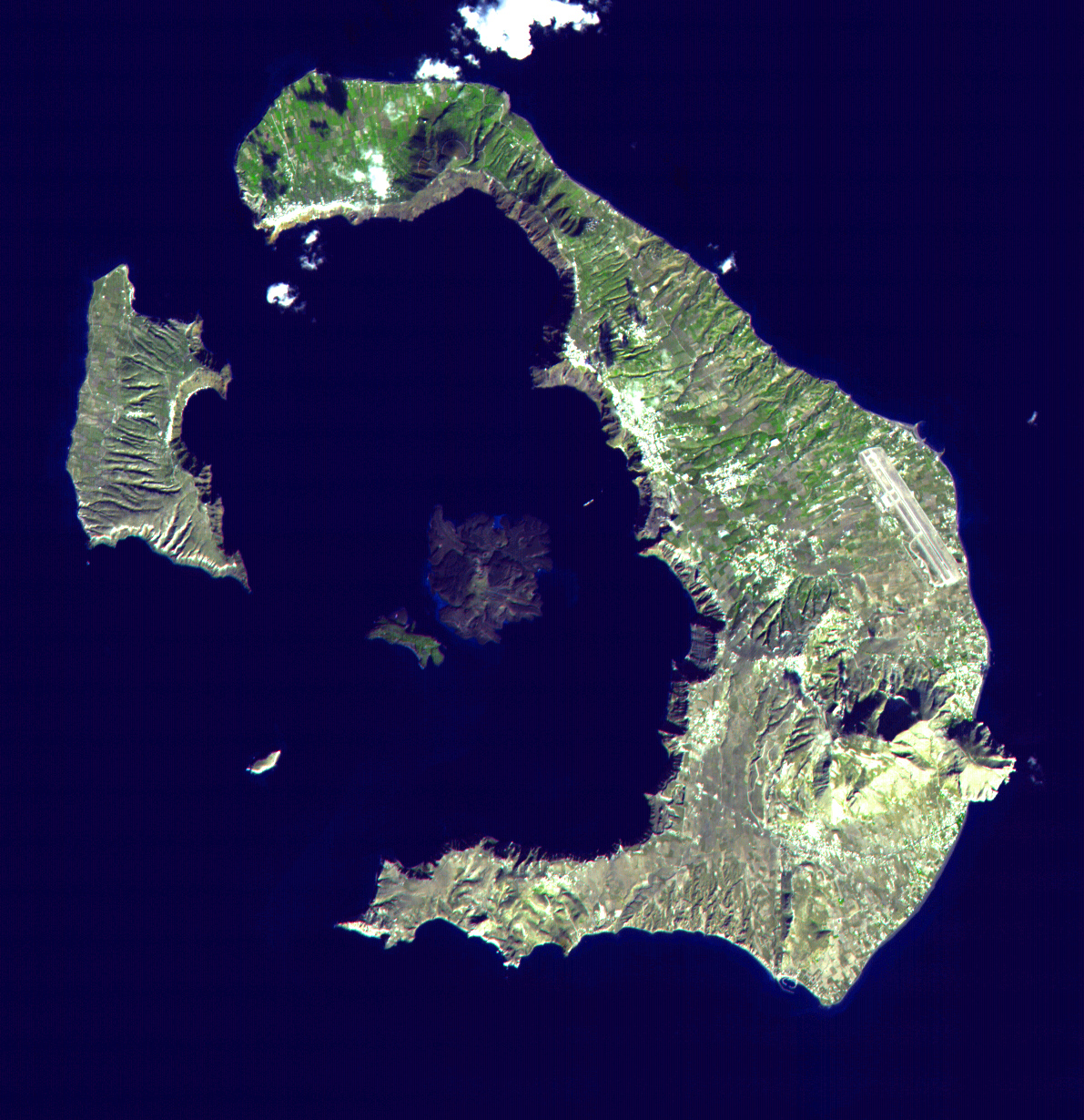

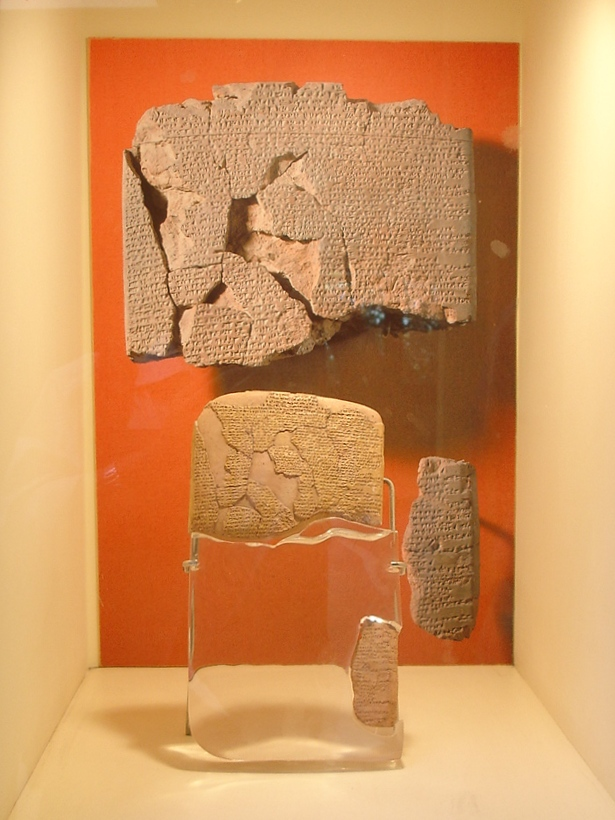